# همیلتونزبان
همیلتونزبان (به انگلیسی: Hamiltonsbawn) یک روستا در بریتانیا است. همیلتونزبان ۸۹۵ نفر جمعیت دارد.